# Alfred Schubert (Architekt)
Karl Maximilian Alfred Schubert (* 27. Juni 1857 in Bonn; † 30. November 1918 in Kassel) war ein deutscher Architekt.
Alfred Schubert war als Baumeister für landwirtschaftliche Baukunde tätig und unterrichtete zunächst als Lehrer für landwirtschaftliche Baukunde an der königlich sächsischen Baugewerkschule in Zittau, dann als Lehrer für das gleiche Fach an der königlich preußischen Baugewerkschule in Höxter, später als Oberlehrer mit dem Titel Professor an der königlich preußischen Baugewerkschule in Kassel. Er publizierte zahlreiche Schriften auf seinem Spezialgebiet, der landwirtschaftlichen Baukunde. 1891 gewann er den 1. Preis im Architektenwettbewerb für einen Rinderstall der Deutschen Landwirtschaftlichen Gesellschaft.
Er war verheiratet mit Katharina geborene Leonard, ihr Sohn war der Kunsthistoriker Alfred Schubert (1889–1965).

## Schriften (Auswahl)
- Alte Kunstschmiedearbeiten aus dem 16., 17. und 18. Jahrhundert. Thore, Gitter, Grab- und Treppengeländer, Grabkreuze, Oberlichte, Bekrönungen, Füllungen, Bänder, Schlüsselschilder, Thürklopfer, Geräthe etc. Claesen, Berlin 1889.
- Die Geflügelställe, ihre bauliche Anlage und innere Einrichtung. Parey, Berlin 1890, 4. Auflage 1916.
- Die Cölestiner-Klosterkirchen-Ruine Oybin bei Zittau. In: Zeitschrift für christliche Kunst 4, 1891, S. 299–312 (Digitalisat).
- Taschenbuch der landwirtschaftlichen Baukunde. Voigt, Weimar 1893 (Digitalisat).
- Anleitung zur Ausführung ländlicher Bauten mit Berücksichtigung von Kleinbauernhöfen im südlichen Deutschland. Ulmer, Stuttgart 1910.
- mit Friedrich Engel: Handbuch des landwirtschaftlichen Bauwesens mit Einschluß der Gebäude für landwirtschaftliches Gewerbe. 8. Auflage, Parey, Berlin 1895, 9. Auflage 1911.
- Des Landmanns Baukunde. Ein Ratgeber über Einrichtung, Bauart, Baumaterialien usw. bei Neu- und Reparaturbauten im landwirtschaftlichen Kleinbetriebe. Zum Gebrauch für Landleute und ländische Techniker.  (= Des Landmanns Winterabende 58). Ulmer, Stuttgart 1896 (Digitalisat), 2. Auflage 1907.
- Schmiedeeiserne Firmenschilder im Style der Renaissance und des Barock. Ein praktisches Motiven- und Vorlagewerk für Kunstschlosser, Architekten, Zeichner, Kunstgewerbeschulen. A. Schumanns Verlag, Leipzig 1898.
- mit Leonhard Hoffmann: Das Buch von der Ziege. (= Des Landmanns Winterabende 60). Ulmer, Stuttgart 1898,  2. Auflage 1910, 3. Auflage 1919.
- Die Düngerstätte, ihre zweckmäßige Anlage und Ausführung. Zum Gebrauch für Landwirte, Techniker, landwirtschaftliche Schulen, Vereine, etc. (= Des Landmanns Winterabende 61). Ulmer, Stuttgart 1898, 2. Auflage 1913.
- Kleine Stallbauten. Ihre Anlage, Einrichtung und Ausführung, Handbuch für Baugewerksmeister, Bautechniker und Landwirte. Voigt, Leipzig 1900.
- mit Eduard Schmitt: Landwirtschaftliche Gebäude und verwandte Anlagen (= Handbuch der Architektur 4, 3, 1). Stuttgart 2. Auflage 1901 (Digitalisat), 3. Auflage Leipzig 1913 (Digitalisat).
- Wie baut der Landmann seine Ställe praktisch und billig?  Ein kurzer leichtfaßlicher Ratgeber für Landleute, ländliche Techniker, Ackerbauschulen.  (= Des Landmanns Winterabende 77). Ulmer, Stuttgart 1904, 2. Auflage 1911.
- Des Landwirts Bauberater. Ein Auskunftsbuch über die Materialien, Ausführungsarten, Reparaturen usw. im landwirtschaftlichen Bauwesen. In 250 Fragen und Antworten.  (= Des Landmanns Winterabende 83). Ulmer, Stuttgart 1908.